# International Commission on Intervention and State Sovereignty
Die Internationale Kommission zu Intervention und Staatensouveränität (ICISS) war eine auf Initiative Kanadas eingerichtete Ad-hoc-Kommission mit Mitgliedern verschiedener Nationalitäten, die 2001 vorschlug, das Konzept der humanitären Intervention zu überarbeiten und als das Konzept der Schutzverantwortung (englisch Responsibility to protect) neu zu interpretieren.